# Russland – Im Reich der Tiger, Bären und Vulkane
Russland – Im Reich der Tiger, Bären und Vulkane ist ein deutscher Dokumentarfilm über Natur und Tierwelt von Russland des Regisseurs Jörn Röver aus dem Jahr 2010, der im Januar 2011 in die Kinos kam. Der Film zeigt  Sibirien und den Baikalsee, die Halbinsel Kamtschatka, die Gebirge Kaukasus und Ural, den fernen Osten Ussurien sowie die russische Polarregion. An Tieren sind insbesondere Amurtiger, Eisbären, Braunbären, Moschusochsen, Steinböcke, Bergwisente, Riesenseeadler, aber auch kleinere Tiere wie die Krötenkopfagame und der russische Desman (eine Maulwurfsart) zu sehen.